# Saulzais-le-Potier
Saulzais-le-Potier är en kommun i departementet Cher i regionen Centre-Val de Loire i de centrala delarna av Frankrike. Kommunen ligger  i kantonen Saulzais-le-Potier som tillhör arrondissementet Saint-Amand-Montrond. År 2022 hade Saulzais-le-Potier 476 invånare.

## Befolkningsutveckling
Antalet invånare i kommunen Saulzais-le-Potier
Referens:INSEE